# 울프베르트 도검

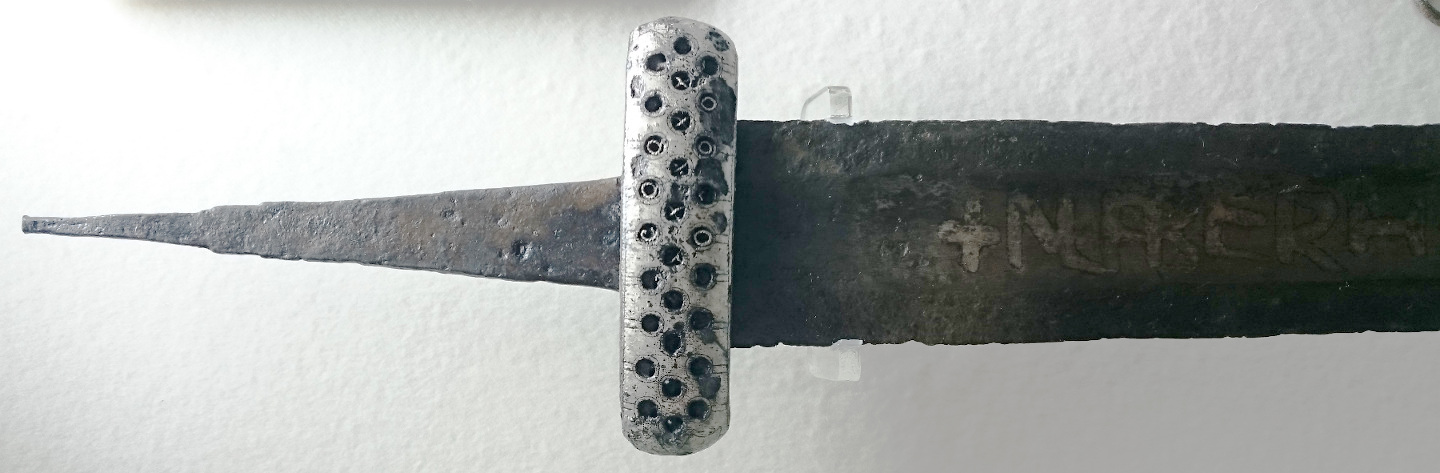
볼가 불가르 지역에서 발견된 울프베르트 도검 세 자루 중 하나. 검의 자루 (페테르센 타입 T-2로 분류)는 곡선 모양의, 은으로 된 실이 상감된 둥근 구멍 세 줄로 장식되었다.

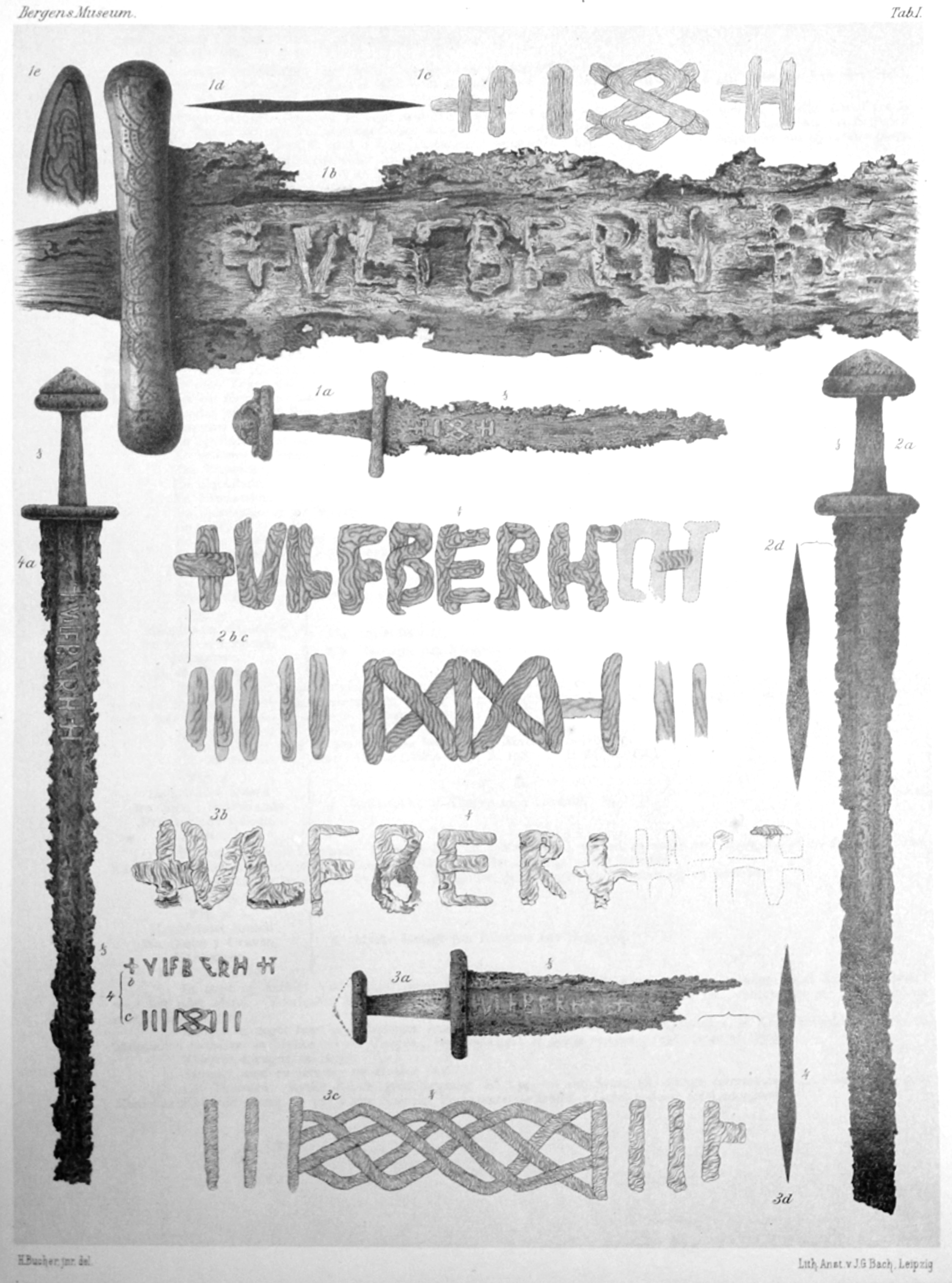
노르웨이에서 발견된 울프베르트 도검 네 자루 (Lorange 1889의 그림)

울프베르트 도검(Ulfberht)은 유럽에서 발견된 대략 170여 개의 중세 도검으로, 9-11세기로 거슬러 올라가며, +VLFBERH+T 또는 +VLFBERHT+이라는 명각이 상감처리된 칼날들이 있었다. 이 문구는 이 검의 트레이드 마크의 기초가 된 프랑크어 인명으로, 수 세기 내내 여러 대장장이들에게 사용되었다.

## 묘사
울프베르트 도검은 바이킹 도검과 고중세 기사검 사이 전환 시점에 있는 검이다. 검 대부분은 오크쇼트 타입 X의 검날이다. 또한 훨씬 다양했던 고중세 검날 명각 전통의 시작점이기도 하다. 검날의 반대면은 주로 수직의 획 사이으로 끈 모양의 무늬인, 기하학적인 무늬로 상감되어 있었다. 이런 기하학적 무늬는 있지만 명각은 없는 칼날들도 다수 존재한다.
울프베르트 도검은 유럽의 검들이 여전히 접쇠 ("인조적인 다마스쿠스강")가 주류이던 시기에 만들어졌지만, 더 많은 강편을 점차 사용할 수 있게 됨에 따라, 서기 1000년 이후로 만들어진 고품질의 검들은 도가니강으로 된 검날을 점점 갖게 되었을 가능성이 있다. 울프베르트 도검의 종류에는 넓은 영역의 강철과 생산 방식들을 포함한다. 한 가지 예시가 모라비아 네밀라니에 있는 10새기의 무덤의 것으로, 담금질된 절단면이 결합된 접쇠 코어 (pattern welded core)가 있다. 또다른 예로는 중앙아시아에서 수입했을 것으로 추정하는 고품질의 아공석강으로 만든 것으로 보인다.

## 수와 분포
총 170개의 검들이 유럽 지역에서, 그중에서도 대다수가 북유럽의 것으로 알려졌다. 북유럽 것의 대다수인 44개는 노르웨이것이고, 그 다음으로 많은 31개는 핀란드 지역의 것들이다. 하지만 발견된 검의 정확한 수는 논란의 여지가 있으며, 일부 표본들의 파편적인 상태와, 일부 명각이 현재의 표본들과 달리 울프베르트 도검 유형에 대해 느슨한 관계를 보이기 때문이다.
북유럽의 고고학적 기록에서 울프베르트 도검의 만연한 것이 이 검들이 프랑키아보다 그곳에서 더 널리 사용되었다라는 걸 암시하지는 않는다. 전사의 무덤에 무기를 놓는 기독교 이전의 풍습은 전통 신앙을 믿던 유럽 지역들의 고고학 기록에 대단히 알맞은 것이었으며 (실제로 노르웨이에서 발견된 울프베르트 도검 대부분은 전사의 무덤의 것들이다), 7세기 이후 유럽 대륙과 잉글랜드에서 발견된 것들은 예를 들어 강바닥같이, 이따금씩 발견된 것들에 한정된다.

## 연대 시기
원조격의 울프베르트 도검 유형은 9 또는 10세기의 것으로 추정하지만, 울프베르트 명각이 있는 검들이 최소한 11세기에 바이킹 시대가 끝날 때까지 계속해서 만들어졌다. 11세기 혹은 12세기 초의 것으로도 연대 추정이 가능한, 독일 동부에서 발견된 대표적인 후기 표본은 Vlfberht라는 서명에 기독교의 "in nomine domini"라는 명각 (+IINIOMINEDMN)이 합쳐진 유일한 표본이다. 검의 이름이기도 한, Wulfbert (고대 고지 독일어 Wolfbert, Wolfbrecht, Wolfpert, Wolfperht, Vulpert)라는 명칭은 8세기에서 10세기 동안 기록되었다.

## 기원
울프베르트 도검의 가장 유력한 발생지일 것으로 보는 곳은 라인란트 지역이다 (다시 말하여, 프랑크 왕국의 중심지이자, 이후에는 프랑켄 공국의 일부인 아우스트라시아). 울프베르트 도검의 프랑크족 기원은 Ulfberht라는 인명 형태 때문에 오랫동안 여겨졌다. 2012년 니더작센에서 발견된 검의 검 자루가 전해진 바에 따르면 타우누스산맥 지역에서 기원했다고 분석되며, 울프베르트 도검의 프랑크 왕국 제조 가설을 강화해주었다. 그럼에도 이 도검은 바이킹 시대 스칸디나비아에서 인기있는 유물들이었다. 세 개의 표본들이 볼가 불가리아 (당시에 볼가강 무역로의 일부였던)만큼 멀리 떨어진 곳들에서 발견되기도 했다.

## 같이 보기
- 바이킹 시대 무기와 갑주
- 잉겔리 도검 - 유사한 명각을 지닌 도검
- 검날 명각